# Walter Harris
Walter M. Harris, conocido también como Mister Harris (Birmingham, Inglaterra), fue un futbolista y entrenador de fútbol inglés del primer tercio del siglo XX,

## Trayectoria
No existen demasiados datos acerca de la biografía de Walter Harris, ignorándose, por ejemplo, su fecha de nacimiento. Es posible que se trate del jugador que, con este nombre, aparece en las filas del Fútbol Club Barcelona en 1906.
Además de dedicarse al fútbol, Harris poseía un negocio de masaje y baño en Droitwich Spa (Worcestershire, Inglaterra). En su país natal consta su primera referencia como entrenador de fútbol, al dirigir al Coventry City FC en 1908 y 1909.
En 1922 se pone por vez primera al frente de un equipo español, el Real Unión de Irún, que con Harris al frente se proclamaría ese mismo año subcampeón del Campeonato de España.
Su andadura continuó por diversos equipos españoles como el Osasuna, el Alaves, el Hércules o el Athletic de Madrid, al que dirigió las primeras jornadas de la temporada 1932/33, última de la que se tiene referencia de su trayectoria deportiva.
Es también mencionado como técnico asistente y masajista de la Selección francesa en los Juegos Olímpicos de París de 1924. En la capital francesa también desempeñó labores como profesor de cultura física.